# Leibstadt
Leibstadt is een gemeente en plaats in het Zwitserse kanton Aargau en maakt deel uit van het district Zurzach.
Leibstadt telt 1.246 inwoners.
Sinds 1984 staat hier de kerncentrale Leibstadt.